# Jean Brachet
Jean Louis Auguste Brachet ForMemRS (19 de març de 1909 - 10 d'agost de 1988) fou un bioquímic belga que va fer una contribució clau en la comprensió del paper de l'ARN.

## Vida
Brachet va néixer a Etterbeek prop de Brussel·les, a Bèlgica, fill d'Albert Brachet FRS, embriòleg.
Va ser educat a L'Ecole Alsacienne a París després va estudiar medicina a la Universitat Lliure de Brussel·les i es va graduar el 1934. Després va treballar a la Universitat de Cambridge i a la Universitat de Princeton i en diversos instituts d'investigació biològica marina. Brachet va ser nomenat professor de Morfologia Animal i Biologia General a la Universitat Lliure de Brussel·les i Director de Recerca del Laboratori Internacional de Genètica i Biofísica a Nàpols.
El 1933 Brachet va ser capaç de demostrar que l'ADN es troba als cromosomes i que l'ARN era present al citoplasma de totes les cèl·lules. El seu treball amb Torbjörn Caspersson va mostrar que l'ARN té un paper actiu en la síntesi de proteïnes. Brachet també va dur a terme un treball pioner en el camp de la diferenciació cel·lular. Brachet més tard va demostrar papers que la diferenciació és precedida per la formació de nous ribosomes i acompanyat per l'alliberament des del nucli d'una onada de nou ARN missatger.
En 1934 es va casar amb Francoise de Baray.
El 1948 Jean Brachet va ser guardonat amb el Premi Francqui de Ciències Biològiques i Mèdiques.

## Publicacions
Vegeu
- Embryologie Chimique (1944)
- Biological Cytology (1957)
- Introduction to Molecular Embryology (1957)
- Molecular Cytology 2 vols. (1985)